# 舊古塔 (舊維日夫卡區)
51°24′43″N 24°14′37″E / 51.41194°N 24.24361°E
舊古塔（烏克蘭語：Стара Гута），是烏克蘭的村落，位於該國西部沃倫州，由科韋利區負責管轄，面積3.06平方公里，海拔高度183米，2001年人口1,161，人口密度每平方公里379.41人。